# 酷刑咒
酷刑咒，奇幻小說《哈利波特》系列中三種不赦咒之一。咒語為「咒咒虐」，被施咒的人會極度痛苦，生不如死，佛地魔常常用此咒語逼問哈利波特的下落。食死人也常用。

## 使用例
- 在《哈利波特－混血王子的背叛》中，哈利用此咒攻擊殺害鄧不利多的賽佛勒斯·石內卜，但沒有成功。
- 在《哈利波特－死神的聖物》中，跩哥·馬份的朋友克拉發現哈利的朋友榮恩，想用此咒攻擊他，但是射到雜物堆，雜物堆倒了下來。
- 在《哈利波特－死神的聖物》中比爾和花兒的婚禮正在進行時，金利·俠鉤帽的護法來傳話，盧夫·昆爵被佛地魔用此咒折磨，喪失了生命。